# Tigra
Tigra (Greer Nelson) es una superheroína ficticia que aparece en los cómics estadounidenses publicados por Marvel Comics. Presentado como la luchadora contra el crimen superpoderoso y con artilugios, La Gata en Claws of the Cat #1 (Nov. 1972). El personaje fue creado por el escritor y editor Roy Thomas, la guionista Linda Fite, y el artista Wally Wood (Marie Severin fue contratada para ayudar a diseñar el arte), con sus primeras aventuras escritas por Linda Fite. Se transformó en la superpoderosa mujer tigre Tigra en Giant-Size Criaturas # 1(julio de 1974), escrito por Tony Isabella y dibujado por Don Perlin.

## Historia de la publicación
La Gata se introdujo en un trío femenino de Marvel Comics destinado a un público de mujeres, junto con Enfermera Nocturna y Shanna la Diablesa. El guionista y editor de Marvel Roy Thomas recordó que en 2007 el redactor jefe Stan Lee dijo...

...tuvo la idea, y pensó los nombres para las tres. Él quería crear algunos libros que tuvieran algún atractivo para las chicas. Buscabamos una forma de expandir nuestra industria. Mi idea... fue emplear mujeres para escribirlos. Y por supuesto, si podíamos ocupar mujeres para dibujarlos también sería genial.

La serie duró cuatro números, cada uno con un equipo artístico diferente.
Severin fue asociada con el aclamado artista de EC Comics Wally Wood, entintador para el estreno, seguido de Severin y el entintador Jim Mooney en el número 2; recién llegado Paty Greer, co-dibujante con la leyenda de la Edad de oro de las historietas de Bill Everett, que también entintó en el número 3, y Jim Starlin y Alan Weiss co-dibujante el en el número final, con Frank McLaughlin al cargo del entintado. Ramona Fradon hizo un quinto número de la serie, pero el título fue cancelado debido a la falta de ventas en números anteriores. Severin atribuye la apariencia sensual del personaje a Wood: "Recuerdo que dije: 'Dios mío, dibujé a esta mujer y Wally la entinté como si estuviera envuelta en Saran Wrap. Su narración siempre tenía tintas encantadoras, negros agradables y todo, pero no la tenía tan reveladora. Sin embargo, los chicos amaban su trabajo".
La siguiente aparición de La Gata fue junto a Spider-Man en Marvel Team-Up #8 (Abril de 1973), pero fue pronto sustituida como la heroína con superpoderes Tigra en Giant-Size Creatures #1 (Julio de 1974) y Werewolf by Night #20 (Agosto de 1974). Tigra hizo su debut en solitario en la historia de 15 páginas en blanco y negro Monsters Unleashed #10 (Febrero de 1975), seguido por unas apariciones en Marvel Chillers #3-7 (Feb.-Oct. de 1976), además de otra historia en solitario en Marvel Premiere #42 (Junio de 1978).
Tigra pasó a estrella invitada en toda la línea de Marvel, especialmente en la serie de Los Vengadores y más tarde en el elenco del spin-off Vengadores de la Costa Oeste. A partir de entonces ha aparecido como invitada en Hulka y Los Vengadores entre otros comics.

## Biografía

### La Gata
Greer Nelson es nativa de Chicago, Illinois. Fue segunda de su promoción en la Universidad de Chicago cuando ella conoció a su futuro marido, el agente de policía Bill Nelson. Abandonó la universidad para casarse con él. El matrimonio es muy fuerte, solo debilitado por la naturaleza sobreprotectra de Bill. Bill fue asesinado fuera de servicio por unos disparos, y Nelson tenía que encontrar un empleo para mantenerse. Después de semanas de búsqueda, se encontró con su antigua profesora de física, la doctora Joanne Tumolo.
La Dra. Tumolo estaba trabajando en un experimento sobre el potencial humano que provocó la transformación de Shirlee Bryant en la superpoderosa villana Gata. No creyendo en el conejillo de Indias elegido por el sustentador económico de los experimentos, Malcolm Donalbain, Greer persuadió a la Dra. Tumolo para que la permitiera recibir el tratamiento experimental ella misma. Greer apareció con capacidades físicas y sensoriales superiores a cualquier humano normal. Cuando Donalbain destruye el laboratorio de Tumulo por no seguir sus órdenes, Greer coge uno de las docenas de trajes de gato que él había creado y que la doctora custodiaba y atacó para poner fin al poder de Donalbain. Con sus nuevas habilidades, pudo adaptarse rápidamente a la extraña vestimenta y destrozó la sede de Donalbain. En lugar de dejar que el las garras de La Gata acabasen con él, Donalbain se suicidó. Un incendio iniciado por los equipos electrónicos destrozados acabaron con la sede de Donalbain definitivamente. Así comenzó la carrera de La Gata.
Otro disfraz de Gato de Donalbain apareció años después, cuando Patsy Walker lo descubrió mientras acompañaba a los Vengadores. Ella se lo puso y se apodó a sí misma Gata Infernal.

### Tigra
Tigra es la histórica defensora y campeona de la Gente Gato, una raza humanoide creada por brujería durante la Edad Media. Preocupada por el incontrolable crecimiento de la población y el salvajismo de la misma, una comunidad de hechiceros finalmente les desterró a un reino subterráneo demoníaco.
Los dos primeros Gente Gato fueron los propios científicos y brujos que la crearon. Ellos pudieron eludir el destierro a través de su magia y siguen viviendo entre la humanidad en secreto, trabajando para perfeccionar la biología de la Gente Gato para hacer una integración pacífica en la población humana. Sin embargo, fueron perseguidos constantemente y requieren de un protector. El descubrimiento de que el hechizo original para la transformación de los gatos en Gente Gato como ellos habían sido inutilizado, crearon un proceso que combina la ciencia y la brujería, y se concentró el poder mental que puede transformar un ser humano femenino en una "Tigra", un ser con habilidades que supera con creces los que de una u otra raza.
Esta primera Tigra defendió a la Gente Gato con gran eficacia, y permitió crear una nueva comunidad para establecerse en la Tierra, aparte del grupo que había sido desterrado. Esta nueva población sigue viviendo entre la humanidad en secreto, a través de encantamientos que arrojan la ilusión de una apariencia humana.
No se sabe nada sobre las otras Tigras que pueda haber existido, o incluso si ha habido más de dos. En el momento en que Nelson se transformó en Tigra, "Tigra" es solo recordada por la Gente Gato como una lejana pero importante leyenda. Se ha dado a entender que solo puede existir una Tigra en un momento concreto.
Dr Tumulo se reveló como uno de estos modernos Gente Gato. Cuando los miembros de Hydra rastrearon a Tumolo hasta obtener "El Secreto Final" (La Muerte Negra, una plaga creada por los primeros Gente Gato), Nelson se vistió una vez más como La Gata y les derrotó. Sin embargo, fue fatalmente herida por la explosión de una de las pistolas de radiación alfa de Hydra.
Greer recuperó la consciencia en una cueva en Baja California, rodeada por una reunión de la Gente Gato convocado por Tumolo. Muriendo rápidamente por la radiación, se le ofreció a Greer una última esperanza de supervivencia: una combinación de la antigua ciencia, la hechicería y el poder mental la transformaría en Tigra, el gato legendario medio-humano, medio-gato guerrero. Ella dio fácilmente su consentimiento, comenzando a usar solo su bikini negro a partir de este momento. Surgió de la ceremonia como una potencia superhumana... y animal. Cubierta de piel rayada por todo su cuerpo, en sus manos y pies aparecieron garras duras como el acero. Sus dientes se convirtió en largos y afilados, y sus ojos se transformaron en ojos de gato. Además de fuerza sobrehumana y sentidos agudizados también obtuvo muchos de los instintos de un gato. Poco después, se encontró con el Hombre Lobo.
Pese a que inicialmente no puede volver libremente a ser humana, la Gente Gato, en última instancia, le da un amuleto místico con forma de cabeza de gato que le permite cambiar a voluntad. Ella rara vez hacen uso de ello, prefiriendo su aspecto felino, y abandonando en gran medida su vida como Greer Grant Nelson.
Greer reanudó su carrera de superhéroe, sin que prácticamente nadie supiese que la que había luchado brevemente contra la delincuencia como La Gata es ahora el felino superpoderoso llamado Tigra. Ella luchará junto a la mayor parte de los pesos pesados de Marvel en una amplia gama de aventuras. Primero luchó contra Kraven el cazador, y luego se unió a Spider-Man contra Kraven. También se hizo amiga y aliada de los Cuatro Fantásticos.
Cuando Los Vengadores se encontraron faltos de personal, Dragón Lunar utilizó su poder mental para obligar a una docena de héroes no afiliados al supergrupo (al parecer seleccionados al azar) a viajar a la mansión de Los Vengadores y realizar una audición para el puesto vacante. A pesar de que desaprueba los métodos de Dragón Lunar, el Capitán América ofrece un lugar en el equipo a Tigra.
A pesar de que su primer paso por Los Vengadores fue breve, su trabajo fue innegablemente bueno. Ella también ayudó a los X-Men contra Ave de Muerte. Su principal acción en este periodo fue derrotar sin ayuda al Hombre Molécula, que pretendía absorber la energía del planeta al estilo de Galactus. La derrota fue más dialéctica que física, pues consiguió convencer al enemigo de que acudiese a terapia. Gracias a esto, el peligroso Hombre Molécula ha dejado de ser un enemigo a día de hoy.
En la lucha contra el Motorista Fantasma, Tigra fue consciente de que el terrible poder del espectro le afectaba mucho más a ella que a los demás miembros por su peculiar origen. Esto provocó que Tigra se replantease su derecho a pertenecer al supergrupo más poderoso de la Tierra, particularmente junto a pesos como Thor o Iron Man. Al final, decidió separar sus destinos y abandonó el grupo en buenos términos.
Retomó su carrera como modelo y se mudó a San Francisco cuando los empleadores de la costa este demostraron ser poco receptivos a la idea de un modelo de persona gato. Allí se hizo amiga de la investigadora privada Jessica Drew, y la ayudó en varios casos, pero no tuvo mejor suerte con el trabajo de modelo y aceptó una oferta de La Visión la convenció de que se uniese a los nuevos Vengadores de la Costa Oeste. Junto con los nuevos Vengadores de la Costa Oeste, luchó contra Graviton y se convirtió en una amiga íntima de Wonder Man. Ella también comenzó un coqueteo con Henry Pym.
Mientras estaba con los Vengadores de la Costa Oeste, ella parecía haberse deshecho de los restos de sus dudas sobre sí mismo inducidas por el infierno. Sin embargo, los aspectos felinos de su personalidad (como una inclinación por el salvajismo y la necesidad de afecto) habían comenzado a dominar su intelecto humano, causando su creciente angustia. Ella buscó la ayuda de sus compañeros de equipo de los Vengadores para superar el lado "gato" de su personalidad, lo que la había convertido en la amante de Wonder Man y Henry Pym. Ella también se encontró y luchó contra el Hombre Lobo. Fue transportada con los Vengadores de la Costa Oeste por Balkatar al reino de la Gente Gato. En última instancia, ella entró en contacto con la colonia de la Gente Gato original, desterrados, que acordaron resolver su crisis a cambio de llevar a cabo su función histórica como asesina del viejo enemigo de la Gente Gato, Maestro Pandemonium. Aunque inicialmente aceptó sus condiciones, cuando llegó el momento crítico en una arena en el reino de los Gatos, Tigra se negó a violar el código de los Vengadores contra el asesinato y no pudo matar al Maestro Pandemonium. The Cat People le quitó su "alma de Tigra" (la peculiar articulación de sus poderes de Tigra en este reino demoníaco). Fue reducida a su estado normal, antes de la transformación.
Gata Infernal, que había acompañado a Greer y los Vengadores de la Costa Oeste, le prestó a Greer el súper traje que solía usar como El gato, y se produjo una batalla. A medida que la marea comenzó a cambiar contra la gente del gato, su líder lanzó el "alma Tigra" como un medio para confundir a Greer. La táctica fracasó. El traje de gato había sido diseñado por una persona gato (Tumolo) específicamente para amplificar las capacidades humanas de Greer. Así que en lugar de Greer siendo dominada por el "alma de Tigra" como antes, el traje hizo que sus personalidades humanas y felinas se integraran con éxito.
Esta vez, la transformación de Greer en un felino guerrero será mucho más completa que antes. Su fuerza y habilidades serán mucho mayores de lo que eran originalmente. Su apariencia se hizo más felina, creciendo y con una cola como el resto de la Gente Gato. Ella también perdió la posibilidad de cambiar de nuevo a una forma humana, aunque no mostró ninguna sensación de pérdida de su identidad humana.
Su transformación fue tan completa y la leyenda de Tigra era tan fuerte entre la Gente Gato que inmediatamente cesaron las hostilidades. Tigra sigue manteniendo una posición de gran veneración entre la Gente Gato.
La transformación también resolvió los conflictos entre los aspectos humanos y felinos de su personalidad. Tigra ahora podía explotar toda la gama y la ferocidad de sus habilidades sin temor a llegar tan lejos como para perder el control de sus acciones, y también podría disfrutar de sus inclinaciones felinas naturales (como cazar y perseguir presas por placer) sin sentirse culpable ni culpable consciente de sí mismo. Esta integración se confirmó de manera concreta inmediatamente después del regreso del equipo a la Tierra. Tigra realizó una inmersión deportiva en el tramo más alto del puente Golden Gate, sin mostrar signos de lesiones o temor al agua. También terminó su relación en curso con Hank Pym, explicando que aunque ya no sentía la necesidad de buscar afecto en cada oportunidad, tampoco tenía un deseo humano convencional de estar atada a un compañero.
Fue capturada por Graviton en un momento dado, pero liberó a los Vengadores de él. Alrededor de este tiempo, la Dama Arthuriana del Lago convocó a los Vengadores de la Costa Oeste a Inglaterra para ayudar al equipo de superhéroes Excalibur. Con los demás, Tigra se aventuró en el reino del limbo para ayudar a detener los locos planes del Doctor Doom de obtener poder a costa de matar a todos en Gran Bretaña.
Tigra dejó brevemente a los Vengadores de la Costa Oeste en una disputa sobre la política de los Vengadores contra el asesinato. Tigra dijo que creía por su propia naturaleza que matar presas a veces era necesario. Se unió a Pájaro Burlón y Caballero Luna para formar un grupo independiente.
Después de regresar al equipo, Tigra experimentó inexplicablemente otra "inversión" y se transformó en una forma felina más parecida a una bestia, perdiendo completamente su intelecto humano y convirtiéndose en un peligro para sus compañeros Vengadores. Esto se debió posiblemente a las maquinaciones de Immortus, que en ese momento buscaron distraer al equipo para tener acceso sin trabas a la Bruja Escarlata. Tigra fue reducida por la fuerza a un tamaño inferior a un gato doméstico por Hank Pym y se mantuvo en una jaula en su laboratorio mientras el equipo atendía otros asuntos urgentes. Ella escapó y viajó a los suburbios donde vivió como un animal salvaje. Finalmente fue rescatada y restaurada a su apariencia y estabilidad anteriores por la bruja conocida como Agatha Harkness, que era una asociada de los Vengadores de la Costa Oeste en ese momento.
Tigra volvió a ser miembro de los Vengadores de la Costa Oeste. En una misión de recolección de inteligencia en Japón, ella y Iron Man lucharon contra un equipo de supervillanos asiáticos conocidos como los Señores del Pacífico. Durante la pelea, Iron Man quedó incapacitado y Tigra sufrió una herida profunda y crítica en el abdomen antes de despachar a sus atacantes y hacer que escapara. Se fue volando en el Quinjet de los Vengadores, con la intención de informar al cuartel general sobre los planes de los Señores Supremos, pero la grave pérdida de sangre hizo que perdiera el conocimiento y se estrellara en la Tierra de Arnhem, un territorio aborigen en el norte de Australia. Rescatada por los aborígenes, decidió quedarse sentada mientras se recuperaba de sus heridas, nombrando Spider-Woman a Julia Carpenter como su reemplazo. Hizo brevemente su hogar de Arnhem Land, disfrutando de la compañía de los aborígenes y los placeres de la vida salvaje.
Después de que los Vengadores de la Costa Oeste se disolvieron, Tigra reanudó sus amplias aventuras. Aunque ya no era una vengadora activa, continuó participando en las operaciones de los Vengadores cuando era necesario, como miembro de la familia extendida del equipo.
Con la ayuda de un nuevo dispositivo de transformación para ocultar su verdadera identidad de sus compañeros oficiales, Tigra pasó algún tiempo en la fuerza policial de la ciudad de Nueva York. Concentró gran parte de su tiempo en un caso personal y en combatir a una fuerza de oficiales de policía vigilantes.
Más tarde, las fuerzas místicas que atacaron a todos los Vengadores la llevaron a la Mansión de los Vengadores. Allí, ella y todos los demás Vengadores fueron atrapados por Morgan Le Fay, para vivir en un universo alternativo donde Le Fay gobernó, luchando junto a los demás como uno de los guardias de la "reina" con el nombre de "Grimalkin". Después de la derrota de Morgan, Tigra salió al espacio con Starfox para disfrutar de los placeres que allí se encuentran. Apareció de vez en cuando, teniendo una serie de aventuras como parte del equipo ad-hoc Vengadores Infinitos en el que ayuda a prevenir que una raza extra universal destruya toda la vida en nuestro universo.
Tigra regresó a la Tierra con el equipo de Vengadores Infinitos durante la historia de Máxima seguridad, durante la cual ayudó a salvar a la Tierra de convertirse en una colonia penal para los delincuentes extraterrestres. Ella jugó un papel particularmente crucial en los eventos en los que el equipo Infinito fue capturado después de descubrir el papel de Kree en los eventos recientes, con el Kree con la intención de lobotomizar al equipo y hacer que pareciera que habían destruido otro planeta; debido a la atención que Kree había prestado a mantener a los miembros más poderosos del equipo, no estaban preparados para que Tigra, el miembro más débil, escapara de sus ataduras al regresar a su forma humana más pequeña, permitiéndole escapar de sus ataduras y liberar a sus compañeros de equipo en hora de revelar la verdad.

### Civil War
Tigra luchó junto a Iron Man durante la Guerra Civil. Ella apoyó el acto de registro, aunque expresó su sincera preocupación por el destino del Capitán América y los otros héroes que se opusieron al Acta y se convirtieron en fugitivos. No obstante, en los archivos de la Guerra Civil, Tigra fue catalogada no solo como registrada para cumplir con la ley, sino también como agente de S.H.I.E.L.D. para ayudar activamente en su aplicación. 
Fingiendo cambiar de lealtad, se infiltró en el equipo Vengadores Secretos del Capitán América como un topo. Pasó información a Iron Man sin ser detectada hasta el final del conflicto, cuando fue descubierta y "descubierta" por Hulkling, el propio espía del Capitán América entre las fuerzas de registro. El Capitán América se mantuvo en silencio, explotando su presencia para alimentar la desinformación a Iron Man sobre el plan de su equipo para rescatar a los héroes encarcelados más tarde ese día.

### La Iniciativa
Greer ha sido identificado como uno de los 142 superhéroes registrados que forman parte de la Iniciativa de Cincuenta Estados. Ella sirvió como instructora fundadora en Camp Hammond, el complejo de entrenamiento para La Iniciativa, y reanudó su relación romántica con su compañero superhéroe Yellowjacket, sin saber que había sido secuestrado y reemplazado por un duplicado de Skrull.
Tigra fue capturada por soldados chilenos controlados por el Amo de las Marionetas, quien esculpió una figura a su semejanza y la puso bajo su control mental. La usó a ella y a las otras mujeres sobrehumanas que había esclavizado (incluidas Estatura, Dusk, Araña y Silverclaw) como guardias de élite en su base de operaciones en Sudamérica. Tigra y el resto de los héroes recuperaron su libre albedrío normal cuando Ms. Marvel y su equipo de ataque S.H.I.E.L.D. liberaron el recinto y mataron al Amo de las Marionetas.
Más tarde, ella recibió un disparo y fue severamente golpeada por Capucha en su casa en represalia por haber golpeado a Jigsaw, un miembro de su nueva organización supercriminal. Mientras Tigra estaba incapacitada, Capucha amenazó la vida de su madre, y Jigsaw robó el místico talismán que ocasionalmente usa para transformar su identidad humana.
Más tarde, Capucha y su equipo entero aparecieron en su apartamento, exigiendo conocer la ubicación de la sede secreta de los Nuevos Vengadores. Tigra intencionalmente le dio información que los llevó a una emboscada. Se unió a la batalla y golpeó personalmente a Capucha, salvando la vida de Iron Fist en el proceso. En el momento de la segunda aparición de Capucha en su apartamento, se había recuperado completamente de sus heridas y había vuelto a adquirir su talismán o lo había reemplazado con un fax cercano.
Tigra continuó trabajando en la Iniciativa como miembro principal del personal de la organización central, y fue líder del equipo de la Iniciativa de Arkansas "El Batallón", hasta que Norman Osborn se hizo cargo de la Iniciativa y se enteró. del papel de Capucha como su mano derecha. También ha aparecido como miembro del equipo de "Damas Libertadoras" de She-Hulk.
Después de la invasión de Skrull, Tigra le revela a Gata Infernal y Trauma que ella cree estar embarazada de Yellowjacket, aunque no está segura de si el bebé es el verdadero impostor de Hank o Skrull. Ella le dice a Trauma que ha decidido interrumpir el embarazo independientemente de la identidad del padre. Más tarde decide abandonar el campamento para Arkansas, planea entrenar a Razorback, quien fue reemplazado por un Skrull y recientemente regresó, y estaba ansioso por ocupar el lugar del impostor en El Batallón. Cuando estaba casi herida por el martillo de Ragnarok, parecía mostrar preocupación por el bebé.
Cuando Norman Osborn le dijo que iba a llevarse a su bebé para pruebas genéticas y que, además, había convertido a Capucha en el director de operaciones de la Iniciativa, Tigra salió a la fuga con Gauntlet a pesar de que le ofrecieron su elección de prestigio como un héroe registrado. Ella co-fundó la Resistencia de los Vengadores, eligiendo su nombre como un medio para restaurar el honor a las tradiciones del legendario equipo. Ahora, querida como forajida, comenzó a exigir venganza personal de los miembros de la pandilla de la Capucha, comenzando por atacar salvajemente y golpear a un miembro de los Hermanos Grimm dentro de su casa. Actualmente se desempeña como líder de facto del equipo.
Luego, Ultra Girl se acerca a Tigra y le pregunta por qué ella y la Resistencia de los Vengadores persiguen a los villanos en la Iniciativa. En respuesta, ella le muestra un video de Capucha que la golpea salvajemente. Ahora, ella quiere volver a ellos, mostrándoles que son vulnerables... haciéndolos asustados y rotos. Tigra luego embosca a Mandrill.
Ella reclamó su retribución final contra la Capucha, no en el campo de batalla, sino después de que se quedó sin poder y fue puesto bajo custodia. Después de decirle que estaba perfectamente cómoda con la idea de quitarle la vida, ver a su bebé en el pasillo, la convenció de que condenarlo a una vida en prisión o fugitiva sería un castigo mucho peor, ya que nunca volverás a sostener a su hijo nunca más; y matarlo pondría en peligro su futuro con su propio bebé. Tigra dio a luz a lo que aparentemente es un gatito de persona gato normal durante la transición entre la administración de Tony Stark de la Iniciativa y la de Norman Osborn; El período de gestación fue de apenas dos meses, debido a su fisiología felina. Ella escondió al bebé de Osborn, confiando su cuidado a la Gente Gato hasta el final de las hostilidades. Llamó al niño William, después de su difunto esposo.

### Edad heroica
Al concluir The Siege, Tigra expresó una nueva motivación no solo para restaurar el buen nombre de los Vengadores, sino también para garantizar que su hijo crezca en un mundo más seguro.
Tras el arresto y encarcelamiento de Norman Osborn, el desmantelamiento de sus equipos de superhéroes criminales y la derogación de la Ley de registro sobrehumano, el Presidente nombra a Steve Rogers (el Capitán América original) como el nuevo jefe de seguridad nacional de Estados Unidos. Rogers busca reunir una colección de héroes para inspirar a la nación y al mundo como una nueva organización de Vengadores. Tigra es uno de los 25 héroes que él personalmente invita a unirse a él para crear una nueva Era Heroica.
Junto con Hank Pym, Quicksilver, Yocasta, Speedball y Justice, Tigra forma parte de la facultad fundadora de la Academia Vengadores, entrenando a una nueva generación de héroes en las tradiciones del equipo de superhéroes de élite del mundo.
Durante este tiempo, Tigra se entera de que un Skrull se hacía pasar por Pym y era el padre de William, pero como se había disfrazado de Pym a nivel genético, significa que William es mitad humano, en lugar de mitad Skrull, con Pym técnicamente como el padre genético. Después de enterarse de esto, Tigra le pide a Henry que cuide de William en caso de que algo le suceda.
Cuando una antigua asociada de la Capucha planea lanzar el video de la paliza de Tigra comercialmente, Tigra hace arreglos para que la filmación se transmita en su totalidad durante una entrevista en vivo, de modo que su propia experiencia pueda servir como ejemplo para otros sobrevivientes de trauma e inspirarlos a busca ayuda. Durante esta misma entrevista, ella anuncia su formación de una serie de centros "Siempre un Vengador" para brindarles a los veteranos, niños, esposas y otras víctimas de trauma la ayuda y los recursos necesarios.
Los miembros de la clase existente de la Academia Vengadores reaccionan a las noticias iniciales del video rastreando a Capucha sin poder, lo atacan y publican el video del ataque en Internet, en lugar de poner a Capucha en fuga y llevarlo a la cárcel. Tigra se enfurece por sus acciones contrahéroes y por su negativa a apreciar la gravedad de su transgresión. Ella expulsa sumariamente a todos los implicados. Más tarde, después de hablar con el resto del personal de la facultad, deciden poner a todos los involucrados en libertad condicional.
Ella se ha acercado lentamente a Henry Pym y los dos han reanudado su relación romántica.
Tigra fue una de las diez héroes femeninas reclutadas por Misty Knight para ayudarla a ella y a Valquiría a repeler a un grupo de Asgardianos Doom Maidens. Al final de esta aventura, Valquiría se da cuenta de que Tigra y tres de las otras heroínas se encuentran entre las que la Madre de Todos consideran dignas de convertirse en amigas de la armada como ella, símbolos de honor, valor y valor, para ser llevadas a un día. por Valquiría en la batalla y la muerte.
Durante la historia del Imperio Secreto, Tigra aparece como miembro del Underground, que es un movimiento de resistencia contra Hydra desde que se apoderaron de los Estados Unidos.
Tigra apareció en el renacimiento Fresh Start de los Vengadores de la Costa Oeste, en el que se había convertido en una gigante con su mente puesta en un estado salvaje.

## Poderes y habilidades
Los poderes de Tigra son el resultado de una combinación de ciencia, magia y energía mental utilizada por la Dra. Joeanne Marie Tumulo y otras personas de gatos. Su apariencia física es claramente como un gato. Un grueso y elegante abrigo de piel naranja con rayas negras cubre todo su cuerpo. Tiene orejas puntiagudas, dientes más afilados de lo normal con caninos pronunciados en la parte superior e inferior, ojos con iris agrandados y pupilas con hendiduras verticales, y garras retráctiles en sus pies y manos en lugar de uñas. Sus garras y dientes son lo suficientemente fuertes para perforar chapa de acero, como la que se encuentra en la carrocería de un automóvil. Tigra también tiene una larga cola semi-prensil, y puede contactar (pero no agarrar y levantar) objetos con ella. La fisiología felina de Tigra le otorga varios atributos sobrehumanos, que incluyen fuerza sobrehumana, velocidad, resistencia, agilidad, reflejos y resistencia a las lesiones físicas. Si está herida, su fisiología le permite curarse mucho más rápido y más extensamente que un humano común.
Los sentidos de la vista, el olfato y el oído de Tigra se extienden mucho más allá del rango sobrehumano y también son superiores a los de los gatos comunes. Tigra puede ver más lejos, y con mucha mayor claridad, que un humano común. Ella tiene este mismo nivel de claridad en la noche, y su visión también se extiende ligeramente hacia el espectro infrarrojo, lo que le permite ver en completa oscuridad.
Su audición está mejorada de manera similar, lo que le permite escuchar un rango de frecuencias más amplio que un humano normal, así como escuchar claramente sonidos que serían demasiado débiles para que un humano los detecte. La exposición al sonido intenso y de alta frecuencia es mucho más dolorosa para Tigra que un humano normal.
El sentido del olfato de Tigra se desarrolla hasta el punto de que puede reconocer a una persona solo por el olor, y rastrear a un individuo a través de grandes distancias y en entornos complejos. También puede sentir cambios en el estado de ánimo de una persona a través de cambios en el olor.
Las almohadillas gruesas en sus pies, combinadas con su gracia natural, le permiten moverse en un silencio casi completo.
El grueso abrigo de piel de Tigra evita que pierda el calor del cuerpo rápidamente. Ella ha declarado que usa bikinis en parte porque un conjunto completo de ropa sobre su pelaje podría hacer que se sobrecaliente en ambientes cálidos y posiblemente se desmaye. Además, se siente completamente cómoda con su apariencia felina y no le molesta la atención inevitable.
La inusual configuración híbrida felino-humana de su cerebro la hace algo resistente a los ataques telepáticos. Aunque Tigra no es inmune a tales tácticas, los atacantes se han visto obligados a enfocar sus poderes cuidadosamente para usarlos de manera efectiva contra ella.
Como todos los gatos, los tejidos interconectados del esqueleto de Tigra son inusualmente resistentes. En al menos una ocasión, esto le permitió cambiar sus huesos para escapar de las restricciones mecánicas que efectivamente habrían retenido a un humano normal, aunque hacerlo fue bastante doloroso. Esta resistencia también contribuye a muchas de sus otras habilidades súper poderosas, como la resistencia de su cuerpo a las lesiones.
Anteriormente poseía lo que se denominaba "alma de gato" además de su "alma humana". Aunque se definió vagamente, sus "dos almas" fueron representadas consistentemente simplemente como un medio para describir sus instintos humanos y felinos en conflicto, y no como personalidades o personas separadas, y su "alma de gato" no era el alma de ninguna persona felina específica de el pasado. Independientemente de la definición de sus "dos almas", se fusionaron por completo durante la segunda transformación más completa de Greer en la figura legendaria.
Greer recibió una forma de habilidad empática cuando se convirtió en La Gata. Ella conserva esta habilidad como Tigra. Con una cuidadosa concentración, puede sentir las emociones de los demás en su proximidad inmediata. Parece que prefiere lograr este mismo efecto a través de sus sentidos felinos mejorados.
Tigra es una experimentada y formidable combatiente mano a mano, con un estilo de lucha único que explota su velocidad, agilidad, sentidos e instintos felinos. Ella es una atleta y gimnasta sobrehumanamente adepta. Como todos los Vengadores de su generación, ha entrenado y entrenado extensivamente con Steve Rogers, el Capitán América original.
Ella también es una líder y piloto capaz, calificada para operar aviones Avengers, así como una nave espacial interestelar.
Mientras trabajaba de manera encubierta en forma humana, Tigra asistió a la Academia de Policía de Nueva York para investigar el asesinato de su marido, que ya lleva una década. Después de llevar a los asesinos ante la justicia, ella completó su entrenamiento bajo su identidad Greer Nelson. Si bien no se desempeña como agente de policía en servicio activo, conserva la autoridad legal tanto en su identidad civil como en su superpotencia y sus lazos no oficiales con la comunidad policial.
Tigra posee habilidades místicas que en gran parte han quedado sin explorar. Además de usar su talismán místico para cambiar su apariencia de felina a humana y de regreso, se le ha mostrado mágicamente invocando a Balkatar, el emisario designado de las gatas al plano terrestre. Cuando el Dr. Strange abdicó de su posición como Hechicero Supremo, el Ojo de Agamotto creó una visión que mostraba a los muchos seres místicos que eran potencialmente dignos y / o capaces de asumir el título. Una imagen de Tigra fue incluida en esta visión.
La fisiología de Tigra es más felina que humana. Cuando se quedó embarazada a través del Skrull que simulaba ser Hank Pym, llevó al bebé a término en dos meses, produciendo un solo hijo de una persona gato llamado William. William no tiene rastros de ADN de Skrull, ya que el Skrull que simulaba ser Hank Pym lo imitó a nivel celular, por lo que genéticamente William es el hijo de Hank Pym. William madura más rápido que un bebé humano.

## Otras versiones

### Spidey Super Stories
Greer Nelson aparece como el Gato en varios números de este cómic que fue diseñado para lectores jóvenes en un proyecto conjunto con la serie de PBS The Electric Company. La Gata siempre aparece en su identidad disfrazada y aparentemente tiene su sede en la ciudad de Nueva York. Ella ayuda a Spidey en varias aventuras capturando villanos como el Búho y Thanos. La segunda aventura es notoria entre los fanáticos del cómic por su interpretación de Thanos. Tanto él como el gato están buscando el cubo cósmico. Cuando Thanos se apodera del poderoso artefacto, intenta huir en un helicóptero con su nombre escrito en el costado. Spider-man y el gato derriban el helicóptero y recuperan el cubo. La historia termina con la policía de Nueva York llevándose a Thanos con las esposas.

### Marvel Adventures
Tigra también existe en la versión alternativa "para todas las edades" del Universo Marvel. Aunque es idéntica en apariencia a la Tigra del universo principal, lleva un traje más modesto que cubre más de su torso que su familiar bikini. Ella está trabajando como investigadora privada independiente cuando un hombre enmascarado, que pretende ser un autor famoso que investiga un libro sobre los Vengadores, contrata a Tigra para rastrear y recopilar información en secreto sobre sus miembros. Después de dos semanas de seguir a los Vengadores individuales y tratar de evitar la detección, ella observa al equipo que lucha en una batalla perdida contra The Griffin. Ella salta para unirse a la refriega. Griffin está sometida a su ayuda y el equipo le revela a Tigra que su misterioso cliente era en realidad Spider-Man; la tarea era simplemente un truco diseñado para evaluar su potencial como vengadora.

### House Of M
En la realidad de House of M, en la que Magneto gobierna el mundo y los mutantes son las especies dominantes, Tigra explota su apariencia felina para "pasar" como mutante. Ella pasa desapercibida en la principal sociedad mutante en nombre de grupos prohumanos, primero como miembro del Ejército de Liberación de Sapien y luego como miembro fundador del equipo clandestino "Vengadores" de Luke Cage, además de convertirse en su amante. Durante una emboscada del FBI organizada por Misty Knight, Tigra ve a Taskmaster apuntando a Cage desde un tejado distante y salta a la línea de fuego. Ella toma la bala, salvando la vida de Cage, y muere en la escena.

### Marvel Mangaverse
También aparece en la realidad alternativa de "Marvel Mangaverse" como la asistente / familiar de la Dra. Strange, atada por una maldición mágica que la mantiene en forma de tigre hasta que completa mil buenas acciones. Ella sobrevive al primer y segundo volúmenes de la serie Marvel Mangaverse, pero es asesinada en las primeras páginas del tercer y último volumen; Nuevo mangaverse: los anillos del destino.

### Marvel Zombies
En la continuidad de Marvel Zombies Tigra como zombie se ve en Ultimate Fantastic Four # 23. Ella es parte de un enorme grupo de zombies superpoderosos que se han enterado de la existencia de un trío de humanos. Los humanos son rescatados exitosamente por el Magneto de este universo y los Ultimate Fantastic Four. Más tarde, Tigra y Zombie Shamrock se encuentran con un trío de viajeros de la corriente principal de Marvel; Deadpool y dos científicos de A.I.M. Tigra es parcialmente borrada por las armas de fuego del científico.

### Ultimate Marvel
La versión del universo Ultimate Marvel de Tigra apareció como miembro de West Coast Ultimates. Originalmente, era una joven policía llamada Marie Grant, quien luego de ser condenada por el uso excesivo de la fuerza, fue condenada a 20 años de prisión. Nick Fury aseguró la liberación de Marie con la condición de que se uniera a su nuevo equipo de Ultimates, lo que llevó a los científicos de S.H.I.E.L.D. a otorgarle sus habilidades sobrehumanas.

## Recepción
Tigra se clasificó 61 en la Guía del comprador de cómics de la lista de '100 mujeres más atractivas en Comics'.

## En otros medios

### Televisión
- Tigra fue miembro de los Vengadores en la serie animada y el cómic The Avengers: United They Stand, con la voz de Lenore Zann.[72] En esta encarnación, Greer es una atleta que se sometió a tratamientos genéticos para darle una ventaja competitiva. Estos tratamientos salieron mal, dejándola con la forma y las habilidades de un tigre. Esta serie es compatible con una línea de juguetes y un breve cómic de empate. En el programa, ella tuvo una relación muy estrecha con Falcon. Tigra también temía al agua, como se ve en el episodio "To Rule Atlantis", a pesar de que los tigres pueden nadar.
- Hulu transmitirá una serie animada de Tigra y Dazzler escrita y producida por Erica Rivinoja y Chelsea Handler. Los dos se unirán con M.O.D.O.K., Hit-Monkey y Howard el pato en el especial animado The Offenders.[73] Sin embargo, en diciembre de 2019, Rivinoja y todo el equipo de redacción fueron despedidos debido a diferencias creativas, aunque Handler todavía estaba vinculado al proyecto.[74] En enero de 2020, se anunció que Tigra & Dazzler, junto con la serie Howard the Duck, se canceló, por lo que Los Delincuentes poco probables.[75]

### Películas
- La representación de Tigra de The Avengers: United They Stand aparece en Chip 'n Dale: Rescue Rangers (2022), con la voz de Liz Cackowski.[76][72] Es una actriz fracasada cuya principal fuente de ingresos son las apariciones en convenciones.

### Videojuegos
- Tigra aparece en el final de Hawkeye en Ultimate Marvel vs. Capcom 3 como miembro de sus Vengadores de la Costa Oeste.
- Tigra es un personaje jugable en Marvel Super Hero Squad Online, con la voz de Grey DeLisle.[72]
- Tigra es un personaje jugable en el juego de Facebook Marvel: Avengers Alliance.
- Tigra es un personaje jugable en el videojuego de 2016, Lego Marvel Vengadores.
- Una versión adolescente de Tigra aparece en Marvel Avengers Academy, con la voz de Bella Thorne.[77][72]

## Curiosidades
Cheetah es similar a Tigra, ya que al parecer tiene poderes felinos y a veces son confundidas por su apariencia. Pero naturalmente Cheetah es más rápida que Tigra, debido a su nombre del felino del mismo nombre.